# Bandeirantes do Tocantins
Bandeirantes do Tocantins é um município do interior do estado do Tocantins, região Norte do Brasil, localizado na região geográfica intermediária de Araguaína e na região imediata de Colinas do Tocantins, a uma distância de 310 km da capital, Palmas.
Segundo o Censo 2022, a população é constituída de 3 407 pessoas, sendo 95º mais populoso do estado e o 4 883º mais populoso do Brasil. A estimativa populacional para 2024 foi de 3 534 pessoas.
Os principais setores econômicos do município são a indústria e a agropecuária. O PIB em 2021 foi de R$ 178 654 mil e o PIB per capita no mesmo ano foi calculado em R$ 49 202 – o 21º maior do estado e o 985º maior do Brasil.

## História
O início do povoamento que deu início ao município de Bandeirantes do Tocantins remonta ao ano de 1966, quando houve a implantação de uma indústria de beneficiamento de madeira, que tirou aproveitamento da grande oferta que havia na região. Os responsáveis pelo empreendimento foram Homero Teixeira, então recém chegado do Paraná, e José Wilson Siqueira Campos.
A abertura de novas oportunidades de emprego atraiu muitos trabalhadores e impulsionou o povoamento da região, não tardando para surgir movimentos de emancipação. O núcleo urbano que ali se formou foi chamado de Nova Bandeirantes por Homero Teixeira, que homenageou a sua cidade de origem, Bandeirantes, do interior paranaense.
Em abril de 1991, a causa emancipatória de Nova Bandeirantes foi defendida por pelo então recém morador Francisco Divino Vasconcelos, conhecido como Chico Butelo. Em outubro daquele ano, um plebiscito foi realizado para consultar a população sobre a criação do novo município, o que foi efetivado no dia 26 de maio de 1994, ocasião em que fora atribuído o novo topônimo de Bandeirantes do Tocantins.
A instalação ocorreu apenas em 1.º de janeiro de 1997, com a posse do primeiro prefeito eleito, o próprio Chico Butelo, que faleceu antes de concluir o seu mandato. O vice-prefeito, Gustavo Antônio Tavares, então, assumiu o posto e concluiu a gestão iniciada pelo titular.

## Geografia
Bandeirantes do Tocantins é um município do interior do estado do Tocantins, região Norte do Brasil, com sede localizada nas coordenadas 7° 45' 53" S 48° 34' 42" O, na região geográfica intermediária de Araguaína e na região imediata de Colinas do Tocantins.
Na divisão de planejamento do estado, situa-se na região Norte, macrorregião Norte, a uma distância de 310 km da capital, Palmas. Limita-se com os municípios tocantinenses de Pau d'Arco, Itaporã do Tocantins, Presidente Kennedy, Nova Olinda, Colinas do Tocantins, Arapoema, Bernardo Sayão e Pequizeiro. Os biomas predominantes são o cerrado e o amazônico.

### Território
O território de Bandeirantes do Tocantins ocupa uma área de 1 540 km², com 1,1 km² urbanizados. É o 65º maior município do Tocantins e o 965º maior do país em extensão territorial. A sede fica a uma altitude média de 149 metros.

### População
A população de Bandeirantes do Tocantins é de 3 407 pessoas, segundo o o Censo 2022, o que posiciona o município como o 95º mais populoso do estado e o 4 883º mais populoso do Brasil. A estimativa populacional para 2024 foi de 3 534 pessoas.

A densidade demográfica em 2022 foi calculada em 2,21 habitantes por quilômetro quadrado, o que faz com que o município seja o 98º mais povoado do Tocantins e o 5 311º do Brasil.

## Política e administração
A estrutura administrativa de Bandeirantes do Tocantins, assim como a dos demais municípios brasileiros, é definida pela Constituição de 1988, composta pelo poder executivo, chefiado pelo prefeito; e pelo poder legislativo, exercido pela Câmara Municipal, representada pelos vereadores. Todos os representantes são eleitos pelo povo para mandato de quatro anos, mediante pleito direto e simultâneo realizado em todo o país.

### Poder Executivo
O Poder Executivo é responsável pela administração direta do município, implementação de políticas públicas, execução do orçamento e prestação de serviços essenciais à comunidade. Essas competências são exercidas desde 1.º de janeiro de 2025 pelo prefeito Saulo Gonçalves Borges, do Republicanos, eleito para administrar o município até 31 de dezembro de 2028. O vice-prefeito é Ronaldo Pereira da Silva, do União.

### Poder Legislativo
O Poder Legislativo tem a função de elaborar leis municipais, fiscalizar as ações do Executivo, aprovar o orçamento e representar os interesses da sociedade. Em Bandeirantes do Tocantins, as responsabilidades são delegadas a nove vereadores, sob a presidência de Ancelmo Matias Gomes, do Republicanos, até 31 de dezembro de 2026.

## Economia
Os principais setores econômicos do município são a indústria e a agropecuária. O PIB de Bandeirantes do Tocantins em 2021 foi de R$ 178 654 mil e o PIB per capita no mesmo ano foi calculado em R$ 49 202 – o 21º maior do estado e o 985º maior do Brasil.
Em 2022, o salário médio mensal foi de 2,3 salários mínimos e a proporção de pessoas ocupadas (717 trabalhadores) em relação à população total era de 21,04% (o 15º melhor índice no Tocantins e o 2 016º no país). Considerando domicílios com rendimentos mensais de até meio salário mínimo por pessoa, Bandeirantes do Tocantins tinha 41,5% da população nessas condições (o 15º maior do estado e o 2 016º do Brasil).
O Índice de Desenvolvimento Humano (IDH) de Bandeirantes do Tocantins é 0,638, conforme apurado em 2010 pelo Programa das Nações Unidas para o Desenvolvimento (PNUD).

### Agronegócio
Os principais produtos agrícolas do município são a mandioca, com produção de 1 650 toneladas em 2023, e o milho (108 toneladas), conforme apurado pelo IBGE. Na pecuária, destacam-se os rebanhos de bovinos, com 164 207 cabeças e aves (10 000 cabeças) no mesmo ano.
Em 2023 também houve produção relevante de leite de vaca (8 654 mil litros) e ovos de galinha (24 mil dúzias).

## Educação
A rede pública de Bandeirantes do Tocantins em 2023 contabilizava 427 matrículas, 44 professores e quatro escolas no ensino fundamental; e 151 matrículas, 17 docentes e uma escola no ensino médio. Em 2010, o município apresentou uma taxa de escolarização de 99,49% (para pessoas de 6 a 14 de anos de idade), o que é considerado o 39º melhor desempenho entre os municípios tocantinenses e o 1 713º melhor no país.
Em 2023, os alunos dos anos iniciais do Ensino Fundamental da rede pública tiveram nota de 5,2 no Índice de Desenvolvimento da Educação Básica (Ideb) – a 41ª melhor nota entre os municípios do estado e o 3 917º melhor desempenho entre as cidades brasileiras. Para os alunos dos anos finais, a nota foi de 4,3 no mesmo indicador – a 81ª maior nota do Tocantins e o 3 848º melhor desempenho entre os municípios do Brasil.